# Rencontre à Paris
Pour plus de détails, voir Fiche technique et Distribution.
Rencontre à Paris est un film français réalisé par Georges Lampin, sorti en 1956.

## Synopsis
Nancy Blanding est une richissime héritière américaine qui séjourne à Paris et qui dépense sans compter, jusqu'à ce qu'elle se fasse couper les vivres par son père. Le marquis de Cernay qui courtise la jeune femme mais qui a surtout des vues sur sa fortune engage Maurice Legrand afin de la suivre. Nancy désormais sans ressources se débrouille pour trouver du travail et une chambre dans un petit hôtel. Maurice se prend tellement au jeu en suivant la jeune femme qu'il devient follement amoureux d'elle. Afin de retenir son attention, il simule une fracture en dégringolant d'un escalier public. La jeune femme le soigne et une idylle commence à se dessiner entre les deux jeunes gens. Cependant le marquis de Cernay informe Nancy que Maurice ne peut avoir de fracture puisqu'il l'a vu faire du vélo. La jeune américaine gifle Maurice et retourne à sa vie mondaine. Mais à la fin tout s'arrangera, et alors qu'elle devait repartir en Amérique, Nancy choisit finalement de rester avec Maurice

## Fiche technique
- Titre : Rencontre à Paris
- Réalisation : Georges Lampin, assisté de Jean Léon
- Scénario : Jean Bernard-Luc et Gabriel Arout
- Adaptation et dialogues : Charles Spaak et Claude Accursi
- Photographie : Christian Matras
- Opérateur : Alain Douarinou, assisté d'Ernest Bourreaud et Henri Champion
- Son : René Sarazin, assisté de Guy Villette et Guy Chichignoud
- Musique : Georges Van Parys (Les nouvelles éditions Méridian et éditions Enoch)
- Montage : Gabriel Rongier
- Décors : Jacques Colombier, assisté de Robert Guisgand et Marc Frédérix
- Maquette des costumes : Rosine Delamare
- Ensemblier : André Labussière
- Maquillage : Maguy Vernadet
- Photographe de plateau : Roger Forster
- Script-girl : Lily Hargous
- Régisseur : Henri Jacquillard
- Enregistrement : Westrex Recorder System - Société : S.O.R
- Tirage dans les laboratoires Franay L.T.C Saint-Cloud
- Tournage dans les studios Francœur du 7 novembre au 30 décembre 1955
- Les robes de Betsy Blair sont de Pierre Balmain et les fourrures de la maison Marron
- Production : Champs-Elysées Productions, Cocinex et Lambor Films
- Distribution : Cocinex
- Chef de production : Jules Borkon
- Directeur de production : Jean Desmouceaux
- Directeur général de production : Arnold Misrach
- Distribution : Télédis
- Administrateur : Jean Perdrix
- Pays :  France
- Format : Noir et blanc - 35 mm - Son mono
- Genre :  Comédie
- Durée : 90 min
- Date de sortie : 
  - France - 2 mai 1956
- Visa d'exploitation : 17246

## Distribution
- Robert Lamoureux : Maurice Legrand, le détective et auteur « nègre » de roman
- Betsy Blair : Nancy Blanding, la riche américaine qui séjourne à Paris
- Jacques Castelot : le marquis Armand de Cernay, un prétendant de Nancy
- Julien Carette : l'encaisseur de la maison Idéal pratique
- Raymond Bussières : Albert, l'artiste peintre ami de Maurice
- Gérard Séty : Paul, le sculpteur
- Jacques Duby : le révérend
- Pierre Dux : Xavier, Florent Saint-Vallier, le romancier
- Mona Goya : Mme Payet, la patronne de l'hôtel
- Monette Dinay : Mme Berthe, la patronne du restaurant
- Alix Mahieux : la serveuse du restaurant
- Armande Navarre : Annette, le modèle du sculpteur
- Pâquerette : la concierge de Maurice
- Jess Hahn : un ami américain de Nancy
- Gaston Modot : le concierge du Temple
- Pierre-Jacques Moncorbier : le percepteur au restaurant
- Jean Rochefort : le copain interne de Maurice
- Claude Brasseur : un étudiant qui forme le "monome"
- Paul Demange : le passant croisant le "monome"
- Gabriel Gobin : Le brigadier de gendarmerie
- Paul Barge : le droguiste
- Albert Michel : Le serrurier
- Grégoire Gromoff : Le chauffeur de taxi
- Joe Davray : L'homme du bateau-mouche
- Sophie Sel : La jeune femme du bateau-mouche
- Emile Genevois : Un peintre en bâtiment
- Jacques Ary : Un agent
- Jean Sylvain : Un touriste dans le car
- Lucien Frégis : Un voisin
- Charles Bayard : Fernand Purina, un aristocrate au ball-trap
- Robert Allan
- Sabine André
- Jean Berton : Le maître d'hôtel de chez Maxim's
- Jacques Bézard
- Joe Dassin
- Pierre Duncan : Un monsieur
- Nane Germon : La femme croisant le "monome"
- Carine Jansen
- Bill Marshall
- Colette Richard : Une danseuse chez Maxim's
- Marie-Blanche Vergne
- Georges Demas : Le portier du Ritz
- Sylvain Lévignac : un agent (ramenant Maurice chez lui)
- Jacques Hilling : le poissonnier écailleur
- Alain Bouvette : le coursier posant pour Paul
- Roger Carel : le gendarme devant le Ritz
- Léopoldo Francès : un homme dans les couloirs de la conférence
- Roger Lecuyer : un danseur lors de l'anniversaire

## Autour du film
- Claude Brasseur, Jean Rochefort ou encore Roger Carel font dans ce film leurs premiers pas au cinéma dans des tout petits rôles.
- Le film a été réédité en DVD en 2006 chez René Chateau Vidéo